# Weinbaumuseum Metzingen

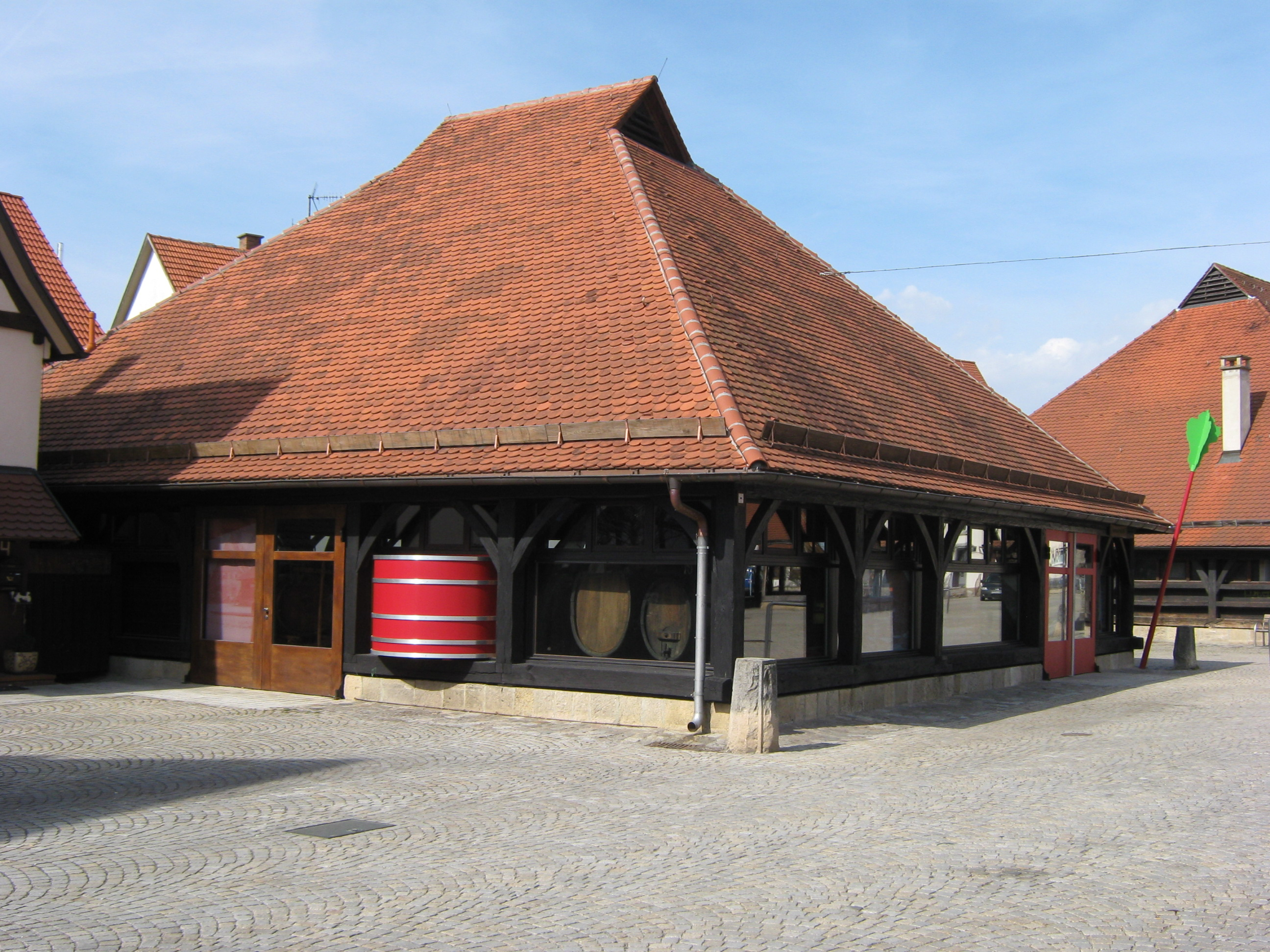
Die Herrschaftskelter mit stilisierten Weintrauben

Das Weinbaumuseum Metzingen wurde 1979 eröffnet. Es ist eines der interessantesten Weinbaumuseen im Land, das mit seinen zusammengetragenen Exponaten aus Metzinger Familien und Umgebung das frühere Leben und die Weinbau-Technik bis in die heutige Zeit dokumentiert.
Das Museum befindet sich in der Herrschaftskelter am Kelterplatz in Metzingen. Der Kelterplatz mit seinen sieben Keltern wird häufig als das Wahrzeichen der Stadt bezeichnet. Herzstück des Museums ist der zwölf Meter lange Original-Kelterbaum aus dem Jahr 1655.
Siehe auch die Liste der Museen in Baden-Württemberg.